# Aeroporto de Ilhéus
O Aeroporto Jorge Amado é um aeroporto situado na cidade de Ilhéus, no estado da Bahia, distante 446 quilômetros da capital, Salvador. Pertencente ao Governo do Estado da Bahia e administrado desde 2018 pela empresa privada Socicam.
O complexo aeroportuário é a principal porta de entrada de turistas para a Costa do Cacau, ficando localizado à 3 km do centro de Ilhéus, na zona sul da cidade. Atrás apenas do Aeroporto de Porto Seguro, o Aeroporto de Ilhéus é o segundo aeroporto mais movimentado do interior do Nordeste brasileiro. O aeroporto dispõe de um terminal de passageiros capaz de atender a 700.000 passageiros/ano, sendo um dos poucos aeroportos do interior a operar diariamente com voos das três maiores companhias aéreas brasileiras: Azul, Gol, LATAM e Voepass para as cidades de Belo Horizonte, São Paulo e Salvador. Está capacitado a receber aeronaves de médio porte como Boeing 737-800 e Airbus A320.
Em 12 de março de 2002 uma lei federal alterou o nome do aeroporto em homenagem ao escritor baiano Jorge Amado, falecido em 2001.

## História
A história do transporte aéreo de Ilhéus é tão antiga quanto a da própria aviação comercial brasileira. Os hidroaviões da Condor e da Panair do Brasil que viajavam para o Norte do Brasil faziam escala obrigatória na cidade. Em 19 de maio de 1938, foi escolhida uma área de 370.670 m² para a construção do Campo de Aviação do Pontal. Construído com a função de servir de apoio a aeronaves durante a II Guerra Mundial, o aeroporto era administrado pela Força Aérea Brasileira. Durante essa época, a pista de pouso era de material pouco consistente e em posição diferente da existente atualmente, só então na década de 1950 foi asfaltado.
Em 10 de março de 1981, a Infraero assumiu a administração do aeroporto e promoveu uma série de obras como a ampliação e reforma do terminal de passageiros, assim como a construção de cercas e muros de segurança.
Avianca, BRA, Cruzeiro, Nordeste, Panair, Rio-Sul, Transbrasil, Varig, VASP e WebJet foram algumas das companhias já que movimentaram regularmente passageiros do Aeroporto de Ilhéus ao resto do Brasil.  Ainda movimentaram a pista ilheense  a Bahia Taxi Aéreo e a Atlanta Taxi Aéreo.

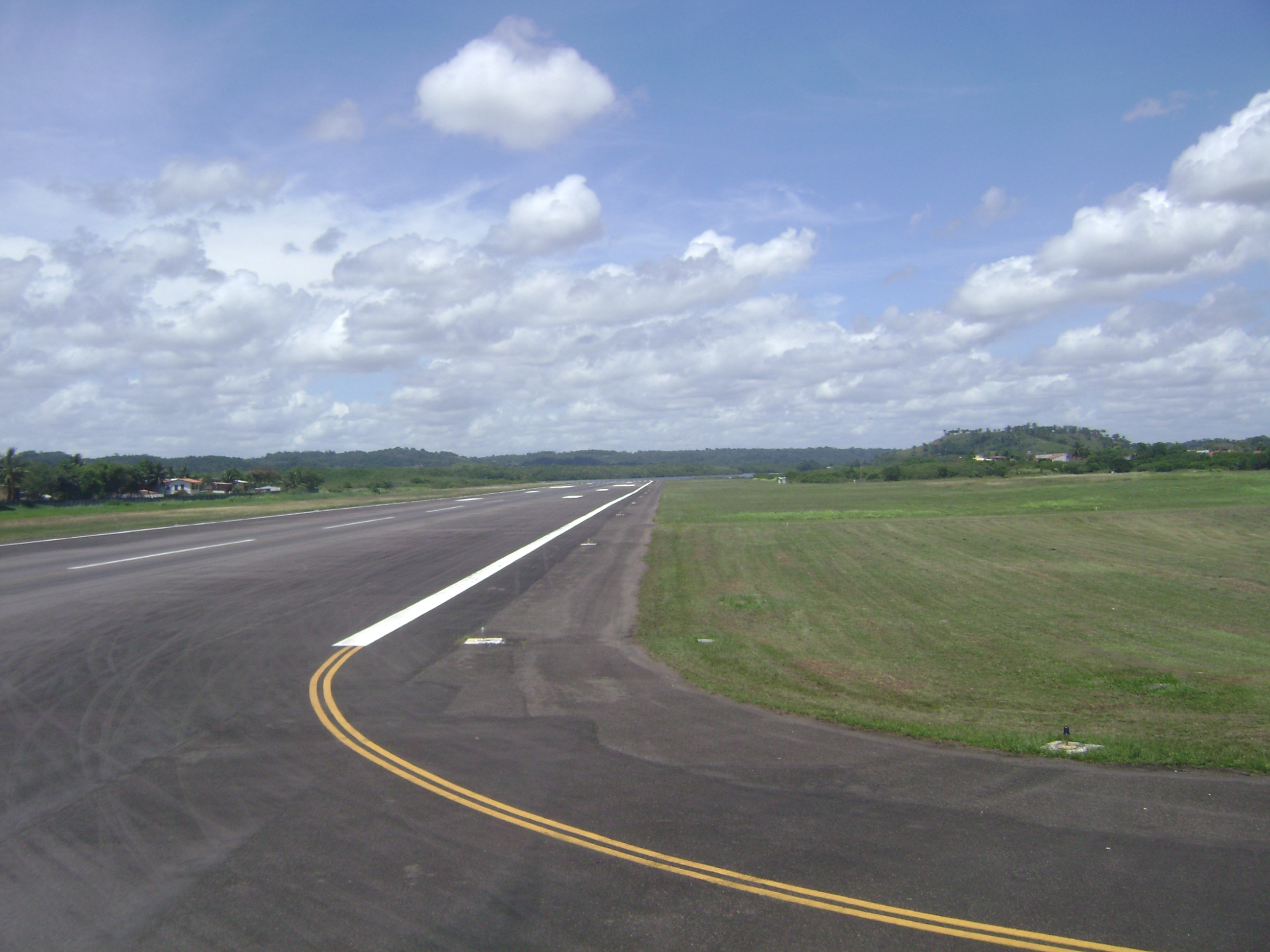
Pista do aeroporto.

### Restrição de voos
Em 2007, a ANAC (Agência Nacional de Avaliação Civil) determinou a redução de 110 metros da pista do Aeroporto de Ilhéus, pela proximidade com a rodovia BA-001 que passa pela frente de uma de suas cabeceiras. Depois desta medida, a TAM deixou de operar voos com as aeronaves Airbus A320, que tem maior capacidade de passageiros e também de carga, passando a operar com os Airbus A319. 
Em agosto de 2008, a ANAC determinou que a partir do dia 2 de setembro daquele mesmo ano, voos noturnos por meio de instrumentos estariam proibidos de decolar e de pousar no aeroporto, assim como também durante o dia quando houvesse neblina ou fortes chuvas.  A medida foi tomada após um estudo realizado pelo Departamento de Controle do Espaço Aéreo (DECEA), que apontou 65 obstáculos (postes e propriedades privadas). A Infraero foi notificada e a medida entrou em vigor somente no dia 16 de setembro, após a ANAC prorrogar a medida para essa última data. Com isso GOL e TAM cancelaram seus voos noturnos.
Desde outubro de 2009, todos os obstáculos foram retirados e os voos podem ser realizados normalmente, sem qualquer restrição.

### Delegação ao Governo do Estado e concessão à iniciativa privada
Em 22 agosto de 2017, o aeroporto Jorge Amado foi repassado pela Infraero ao Governo do Estado da Bahia, para que fosse iniciado o processo de concessão do terminal à iniciativa privada. O documento que garantiu a delegação foi assinado, em Brasília, pelo então ministro dos Transportes Maurício Quintella. No mesmo ato, revogou-se também a portaria que até então atribuía a exploração do aeródromo à Infraero. A operação do Aeroporto de Ilhéus pela Infraero era deficitária em cerca de R$ 6 milhões por ano.
O consórcio vencedor do leilão realizado em julho de 2018 para explorar a operação aeroportuária durante 30 anos foi formado pela empresa Socicam e pela Companhia Brasileira de Comércio Exterior. Com isso, caberá a responsabilidade de realizar melhorias na pista de pousos e decolagens, implantar área de segurança nas cabeceiras da pista, ampliar o terminal de passageiros e melhorar o pátio de aeronaves, obrigando-se a investir R$ 100 milhões durante todo o período de concessão, sendo R$ 30 milhões nos primeiros 5 anos de administração do terminal.
Além de todas essas intervenções no Aeroporto Jorge Amado, a nova concessionária do terminal comprometeu-se contratualmente a fazer o estudo de localização, o projeto e o licenciamento ambiental para um novo aeroporto na cidade de Ilhéus.
A nova concessionária do Aeroporto de Ilhéus assumiu definitivamente a operação do equipamento em 3 de novembro de 2018 após quase 1 mês de gestão assistida com treinamento e capacitação de funcionários e equipes.

## Complexo aeroportuário
Sítio aeroportuário
- Área total: 735.000 m²;

Pátio de aeronaves
- Área: 9.915 m²;
- 3 posições para aeronaves comerciais de médio porte;
- Pátio para aviação executiva;

Pista
- Dimensões: 1.577 x 45m (apenas 1.467m utilizáveis);
- Balizamento de pista: visual, PAPI, Farol rotativo e NDB;

Terminal de passageiros
- Capacidade: 700.000 passageiros/ano;
- Área: 3.400m²;
- 10 balcões de check-in;

Estacionamento
- Capacidade: 72 veículos;

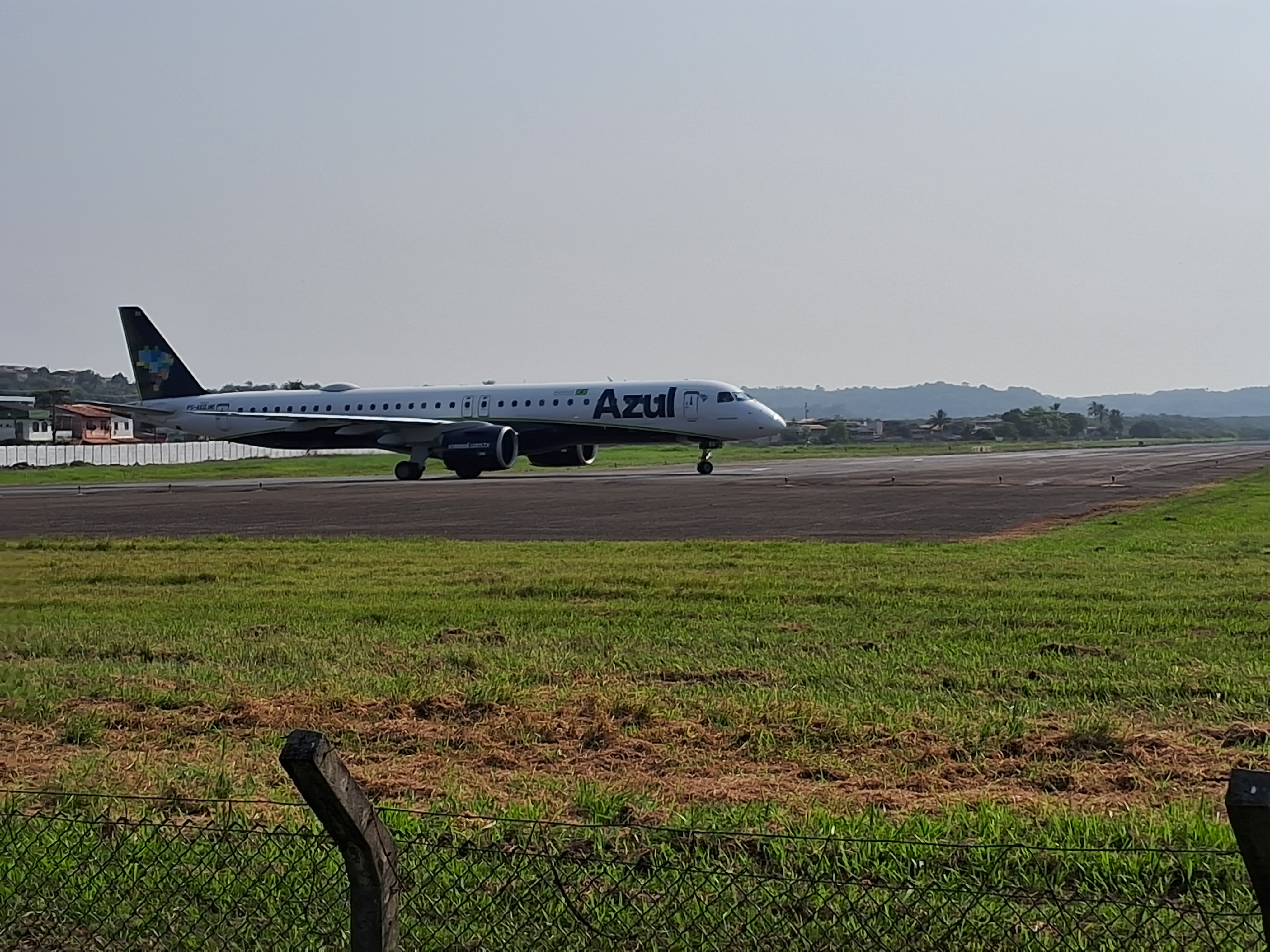
Avião da empresa Azul Linhas Aéreas Brasileiras na pista do aeroporto
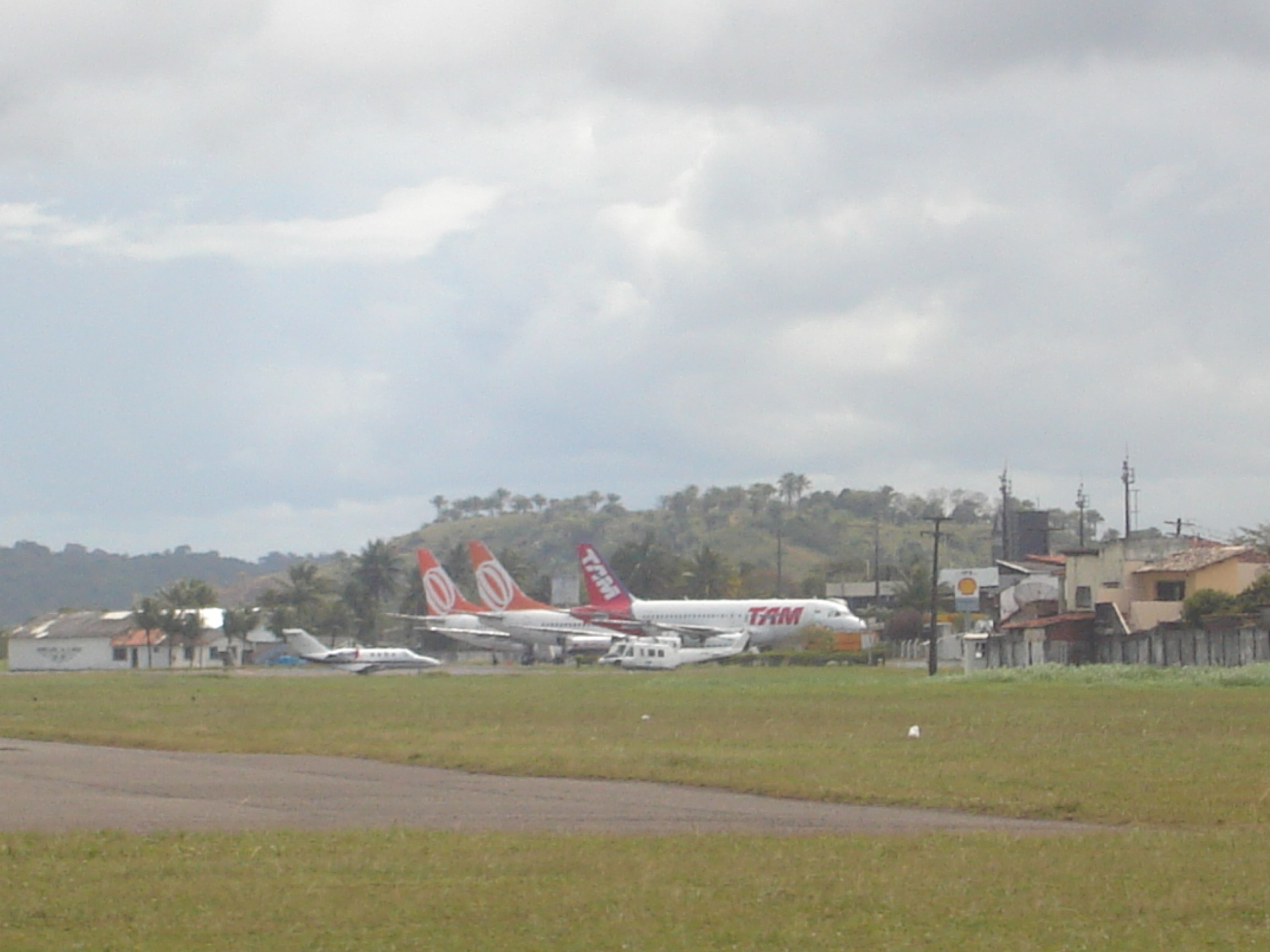
Vista do terminal do aeroporto em 2008

## Aeroclube de Ilhéus
Fundado em 28 de junho de 1942, anualmente forma pilotos privados. Aproximadamente trezentos pilotos já foram formados, está em operação sem interrupção desde que foi criado. O aeroclube possui uma frota de Aeroboero, Piper Cherokee e Cessna 150M, hangares (inclusive com serviço de hangaragem), simulador e excelente quadro de instrutores. Atualmente é presidido por Lauro Calazans, cuja administração tem reconstruído o aeroclube o tornando competitivo entre as escolas de aviação do Nordeste brasileiro.